# Alpignano
Alpignano (piemonti nyelven Alpignan) egy olasz község (comune) a Piemont régióban.

## Földrajza

Alpignano község Torino megye térképén

Az Alpignanóval határos települések :Caselette, Collegno, Pianezza, Rivoli, San Gillio és Val della Torre.

## A település szülöttei
- Andrea Provana
- Alberto Tallone
- Alessandro Cruto
- Ensi
- Raige
- Robert Acquafresca
- Valentina Ceciliato